# Wang Ťüan
Wang Ťüan (čínsky pchin-jinem Wáng Juān, znaky 王娟; * 5. března 1982 Su-čou) je bývalá čínská zápasnice – judistka.

## Sportovní kariéra
S judem začínal ve Wuťingu na předměstí Su-čou. Připravovala se pod vedením Liou Ťia-linga. V čínské ženské reprezentaci se pohybovala od roku 2003 ve střední váze do 70 kg. V roce 2007 převzala pozici reprezentační jedničky po Čchin Tung-ji, ale na její úspěchy nenavázala. Na domácích olympijských hrách v Pekingu v roce 2008 vypadla v úvodním kole. V dalších letech se na mezinárodních turnajích neobjevovala.

## Výsledky
| Turnaj            | 2003         | 2004         | 2005         | 2006         | 2007         | 2008         |
| Turnaj            | 21           | 22           | 23           | 24           | 25           | 26           |
| Turnaj            | střední váha | střední váha | střední váha | střední váha | střední váha | střední váha |
| ----------------- | ------------ | ------------ | ------------ | ------------ | ------------ | ------------ |
| Olympijské hry    |              | —            |              |              |              | úč.          |
| Mistrovství světa | —            |              | —            |              | úč.          |              |
| Asijské hry       |              |              |              | —            |              |              |
| Mistrovství Asie  | 3.           | —            | —            |              | 5.           | —            |